# 尼古拉·沙文
尼古拉‧沙文（法語：Nicolas Chauvin，約於1790年出生）法國士兵及法蘭西第一共和國和拿破崙時代的愛國者，可能生於現今法國的罗什福尔，他的名字亦是沙文主義的字源。有可能是位文藝上的虛構人物。

## 簡介
沙文在18歲時入伍，在軍中表現優異，服役期間曾17次中槍，因此而嚴重毀容、殘障。由於他對軍隊的忠誠，拿破崙本人曾給予沙文榮譽軍刀及200法郎的獎賞。
沙文出色的軍事表現與對拿破崙無比效忠的態度，在拿破崙滅亡後被人譏諷。由於當時法國已經喪失早期的理想主義，狂熱愛國亦逐漸變得不流行，他在後來的諷刺式戲劇中常成為被諷刺的丑角，這些戲劇包括1831年的《三色帽徽》。正因這些戲劇以沙文作為主要角色，沙文主義後來便成為愛國狂熱的代名詞。
由於沙文從歷史主角演變成一個戲劇角色，他的事跡已逐漸變得偏離事實。有傳沙文其實就是在1776年7月4日（與美國獨立日同日）出生，且他在法國白色恐怖時期入伍。这些谬误被一些历史学家通过小说进行二次传播，但大多不實的故事已被现代历史学家揭穿。